# Overwarfe
Overwarfe (niederdeutsch Overwarf) ist eine Ortschaft in der Einheitsgemeinde Loxstedt im niedersächsischen Landkreis Cuxhaven.

## Geografie und Geschichte
Das wenige Kilometer von Bremerhaven und der Weser gelegene Dorf wird landschaftlich von Marschland geprägt. In unmittelbarer Nähe befindet sich die Luneplate. Bis zur Gebietsreform in Niedersachsen, die am 1. März 1974 stattfand, war es ein Teil der Gemeinde Landwürden im Landkreis Wesermarsch und gehört auch heute noch zur gleichnamigen Gemarkung.
Der Ort wird durch die Landesstraße 121 und eine Buslinie angebunden. Ein Anrufsammeltaxi ermöglicht außerdem regelmäßige Fahrten nach Loxstedt und Bremerhaven. Nördlich von Overwarfe befindet sich Ueterlande, mit dem sich der Ort ein Ortsgemeinschaftshaus, einen Kindergarten und eine Freiwillige Feuerwehr teilt. Südlich befinden sich Dedesdorf-Eidewarden und Wiemsdorf. Der Ort war früher außerdem ein Wallfahrtsort, da sich in einem Brunnen Wasser befunden haben soll, dem heilende Kräfte zugeschrieben wurden.
In Overwarfe befinden sich noch reetgedeckte Bauernhöfe.

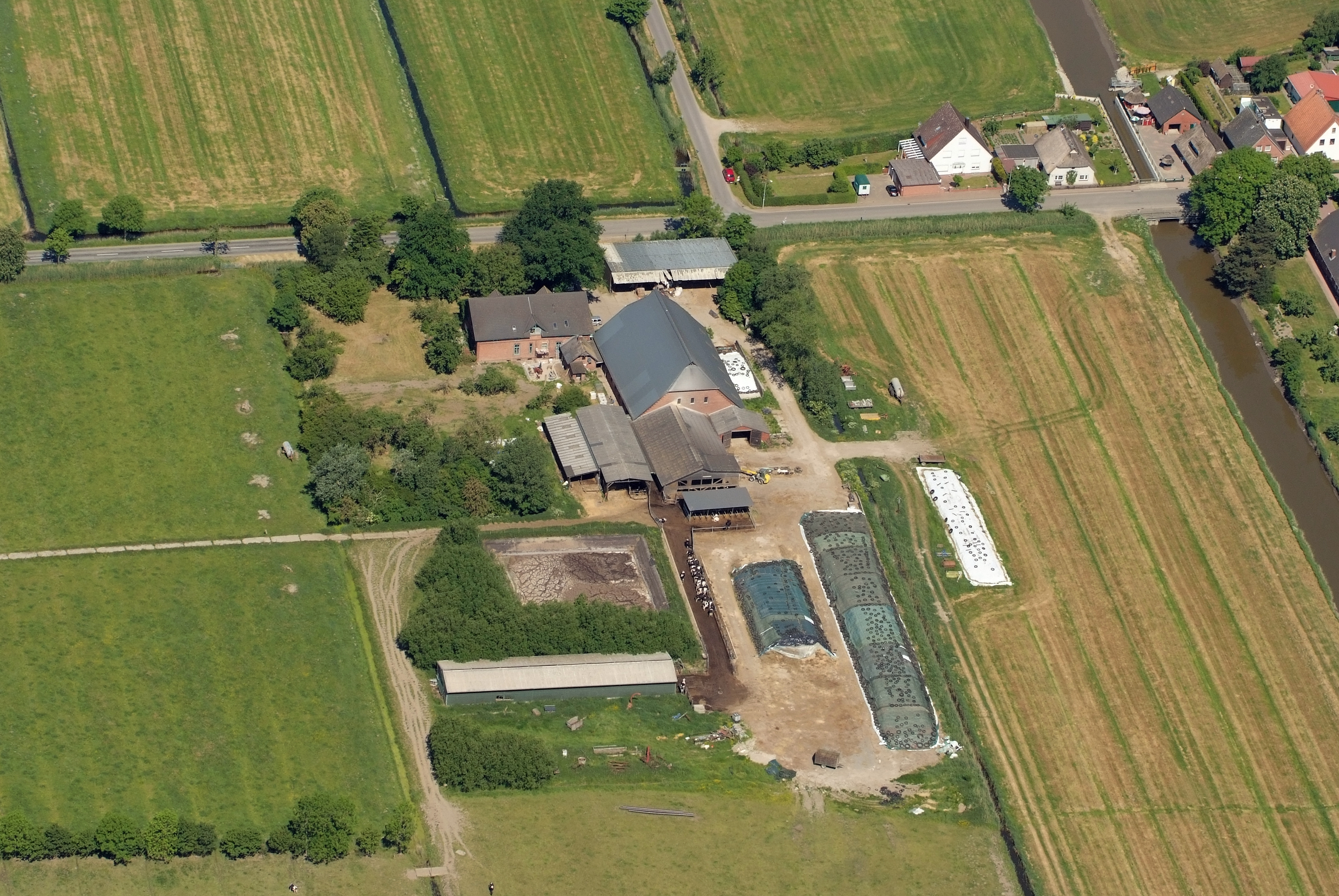
Bauernhof in Overwarfe

Einwohnerentwicklung
| Jahr | Einwohner | Quelle |
| ---- | --------- | ------ |
| 2010 | 154       | [ 3 ]  |
| 2015 | 152       | [ 4 ]  |
| 2019 | 147       | [ 1 ]  |

|  |

## Politik

### Gemeinderat und Bürgermeister
Auf kommunaler Ebene wird die Ortschaft Overwarfe vom Loxstedter Gemeinderat vertreten.

### Ortsvorsteher
Der Ortsvorsteher von Overwarfe ist Eymer Köhnken (SPD). Die Amtszeit läuft von 2016 bis 2021.

## Baudenkmale
- Hofanlage Warftenstraße 25 von 1815, 1844 und um 1850
- Hofanlage Warftenstraße 50 von 1865 mit Gulfscheune von um 1895